# Lockheed Modelo 12 Electra Junior
El Lockheed 12 Electra Junior fue una versión en menor escala del exitoso Model 10 Electra, de la firma estadounidense Lockheed Aircraft Company.

## Diseño y desarrollo

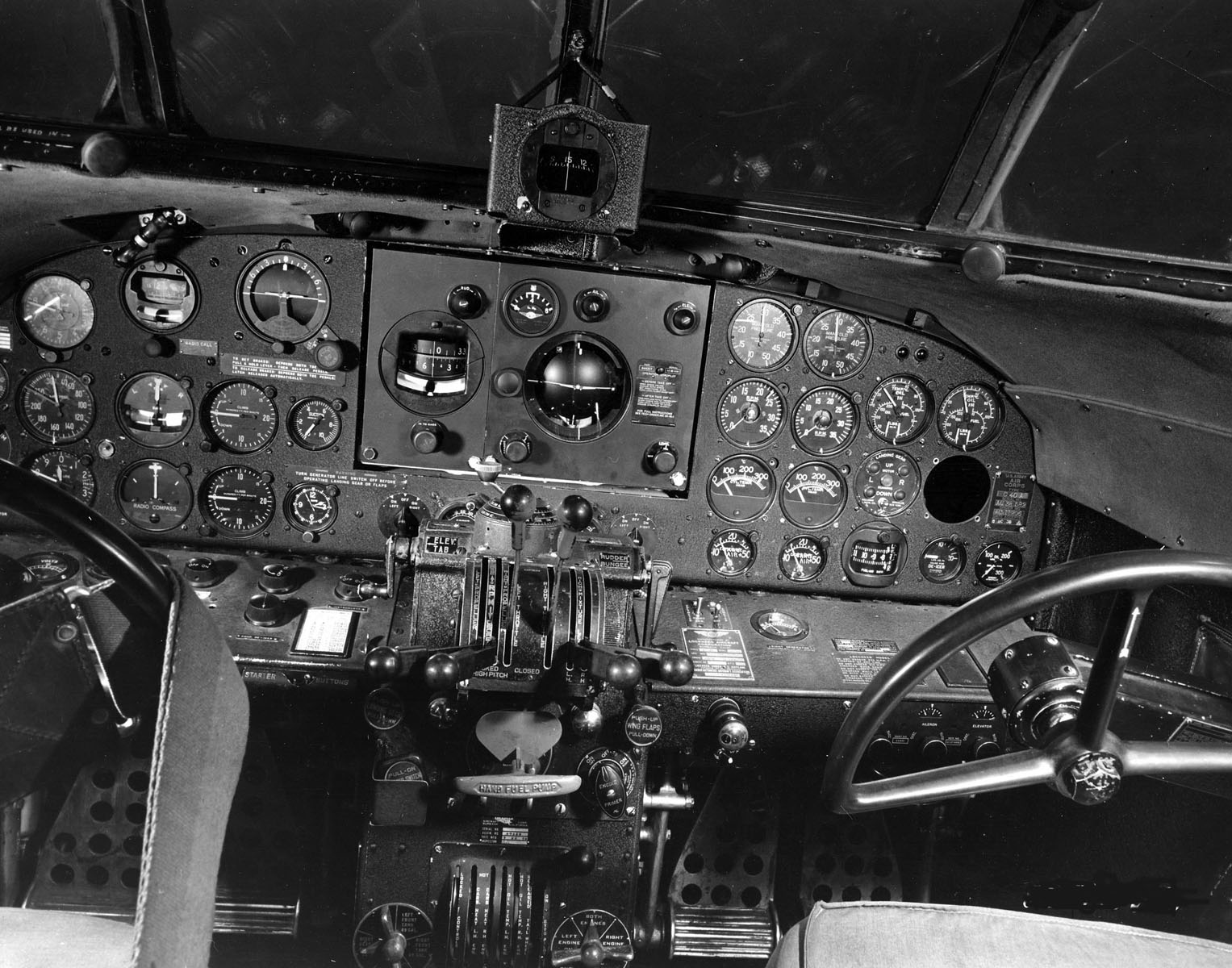
Cabina del Lockheed C-40A (número de serie 38-582) tomada el 23 de diciembre de 1942, después de la conversión a los estándares del C-40A. (Fotografía de la Fuerza Aérea de los EE. UU.)

Cuando entró en servicio por primera vez el Lockheed Modelo 10 Electra, su capacidad de diez pasajeros fue considerada inadecuada para las grandes compañías aéreas, pero excesiva para las de aporte. Para satisfacer las necesidades de estas últimas, Lockheed decidió producir una versión a menor escala que, con dos tripulantes, pudiese acomodar seis pasajeros y, conservando la planta motriz de su hermano mayor, ofreciese mejores prestaciones generales. El avión resultante, denominado Lockheed 12 Electra Junior, fue puesto en vuelo por primera vez por el piloto Marshall Headle el 27 de junio de 1936 y, para sorpresa de la compañía constructora, su cartera total de pedidos se equiparó prácticamente con la del Lockheed 10, pues del Junior se llegaron a producir 130 unidades.
El Model 12, que costaba 40 000 dólares y tenía capacidad para seis pasajeros, había sido concebido para los mercados ejecutivo y de aporte; con un peso bruto de 3925 kg, la velocidad máxima del Electra Junior era de 360 km/h y su techo de vuelo alcanzaba uno 6800 m. Tanto sus prestaciones como cualidades de manejo superaban a las de la mayoría de cazas contemporáneos, por lo que no es de extrañar que se convirtiera en un nuevo best seller de la compañía.
El Lockheed Model 12 echó por tierra varios récords, incluido el de velocidad media de 338 km/h que, a pesar de realizar cuatro escalas para aprovisionarse de combustible, consiguió el piloto de pruebas E.C. McLead entre Ámsterdam y la India en el curso del vuelo de entrega de un Model 12 al maharash (‘rey’) de Yodhpur.

## Historia operacional

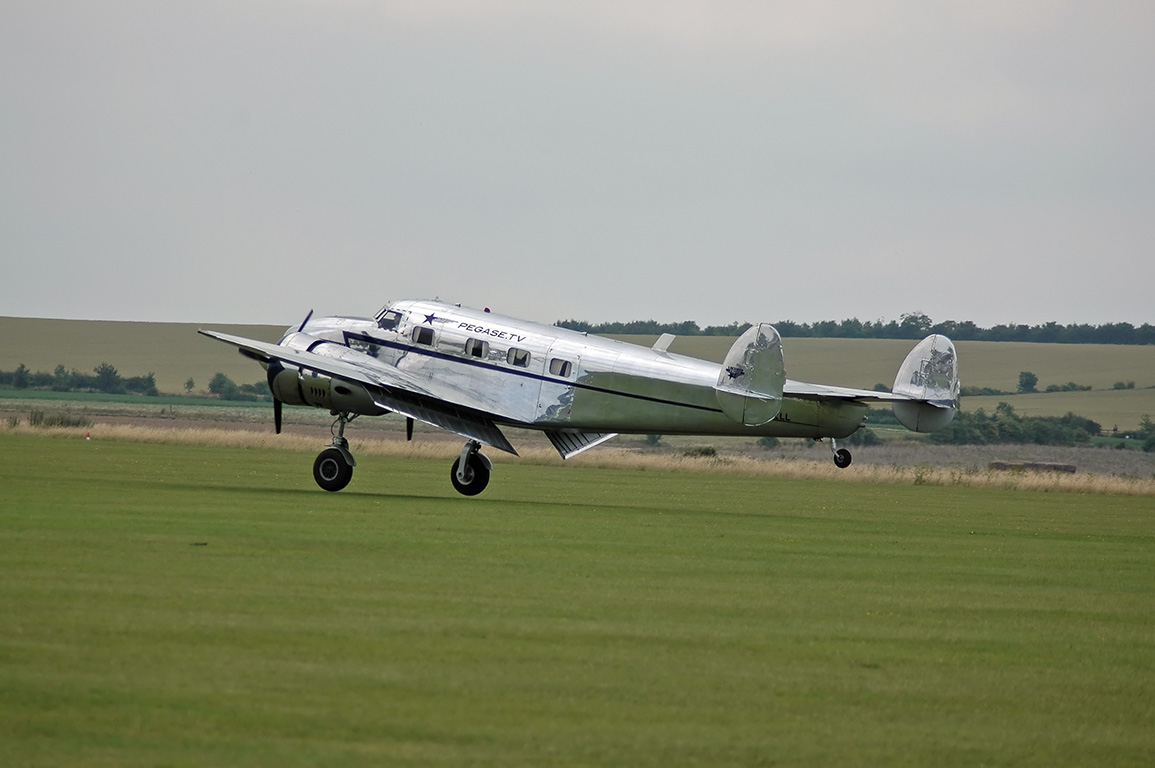
Lockheed 12A Electra Junior. Pegase T.V. 2005.

La mayoría de los aviones de serie eran Lockheed 12A civiles, pero muchos de ellos entrarían a operar en servicios militares. El Cuerpo Aéreo del Ejército de los Estados Unidos adquirió tres C-40 (más tarde UC-40) de siete plazas, diez C-40A (más tarde UC-40A) de cinco plazas y un C-40B experimental dotado con tren de aterrizaje triciclo fijo; la designación C-40D (más tarde UC-40D) recayó en diez Lockheed 12A requisados durante la guerra.
La Armada de los Estados Unidos recibió un JO-1 de siete plazas, cinco JO-2 de seis plazas y un XJO-3 con tren de aterrizaje triciclo fijo, que sería empleado en evaluaciones de apontaje.
El Electra Junior fue utilizado también por los servicios aéreos de Argentina, Canadá, Cuba y Gran Bretaña, así como por el Ejército de las Indias Orientales Neerlandesas, que llegó a poseer 36 ejemplares. De estos últimos, unos 16 pertenecían al desarrollo especial Model 212 de entrenamiento de tripulaciones, que estaba equipado con una ametralladora de tiro frontal de 7,7 mm, otra similar en una torreta dorsal y con soportes ventrales para una carga de 360 kg de bombas.
Uno de los aviones más interesantes de esta serie fue el adquirido por el NACA, antecesor de la NASA, que fue empleado para evaluar un sistema de deshielo (hot wings) de los bordes de ataque alares que utilizaba gases calientes purgados por los escapes de los motores. Una de las aplicaciones más inusuales del Lockheed 12A fue la protagonizada por el australiano Sidney Cotton, quien, aprovechándose de su posición como ejecutivo de la Dufay Colour Company, empleó su aparato especialmente modificado con cámaras fotográficas para llevar a cabo tomas clandestinas de instalaciones militares alemanas, en sus vuelos "de negocios" durante los tres meses anteriores a la II Guerra Mundial.

## Variantes

### Modelos civiles

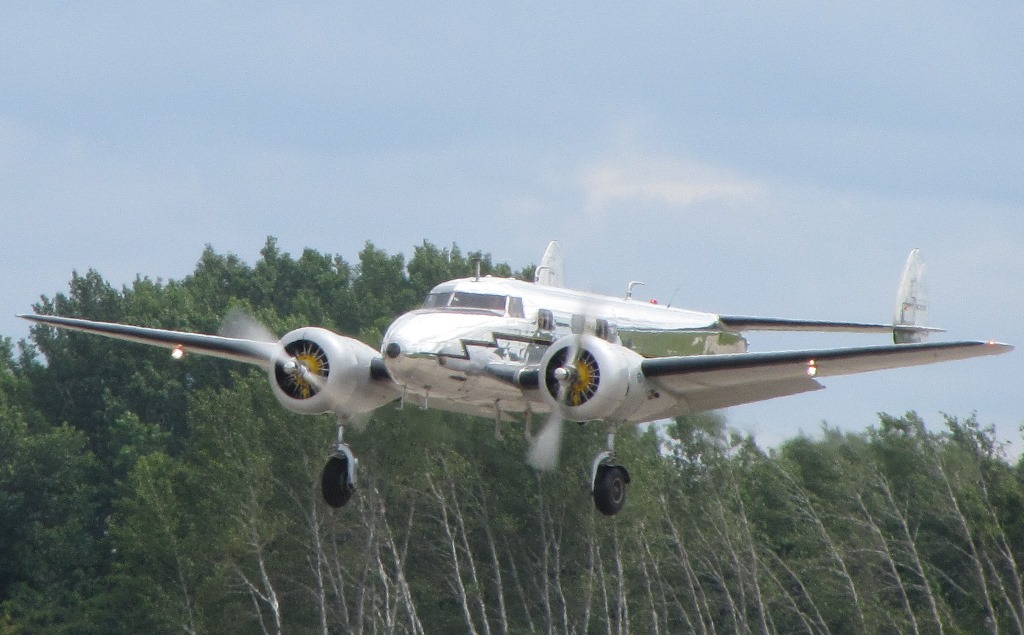
Lockheed 12A de 1936.

Model 12A
Propulsado por dos motores radiales Pratt & Whitney R-985 Wasp Junior SB de 336 kW (450 hp). 70 construidos.
Model 12B
Como el 12A, pero propulsado por dos motores radiales Wright R-975-E3 Whirlwind de 328 kW (440 hp). Este es un modelo normal civil, pero los dos únicos construidos (números de serie 1228 y 1249) fueron a la Armada Argentina.
Model 12-25
Los dos últimos Model 12 civiles producidos (números de serie 1293 y 1294), iguales al 12A pero con motores Pratt & Whitney R-985 Wasp Junior SB3.

### Modelos militares

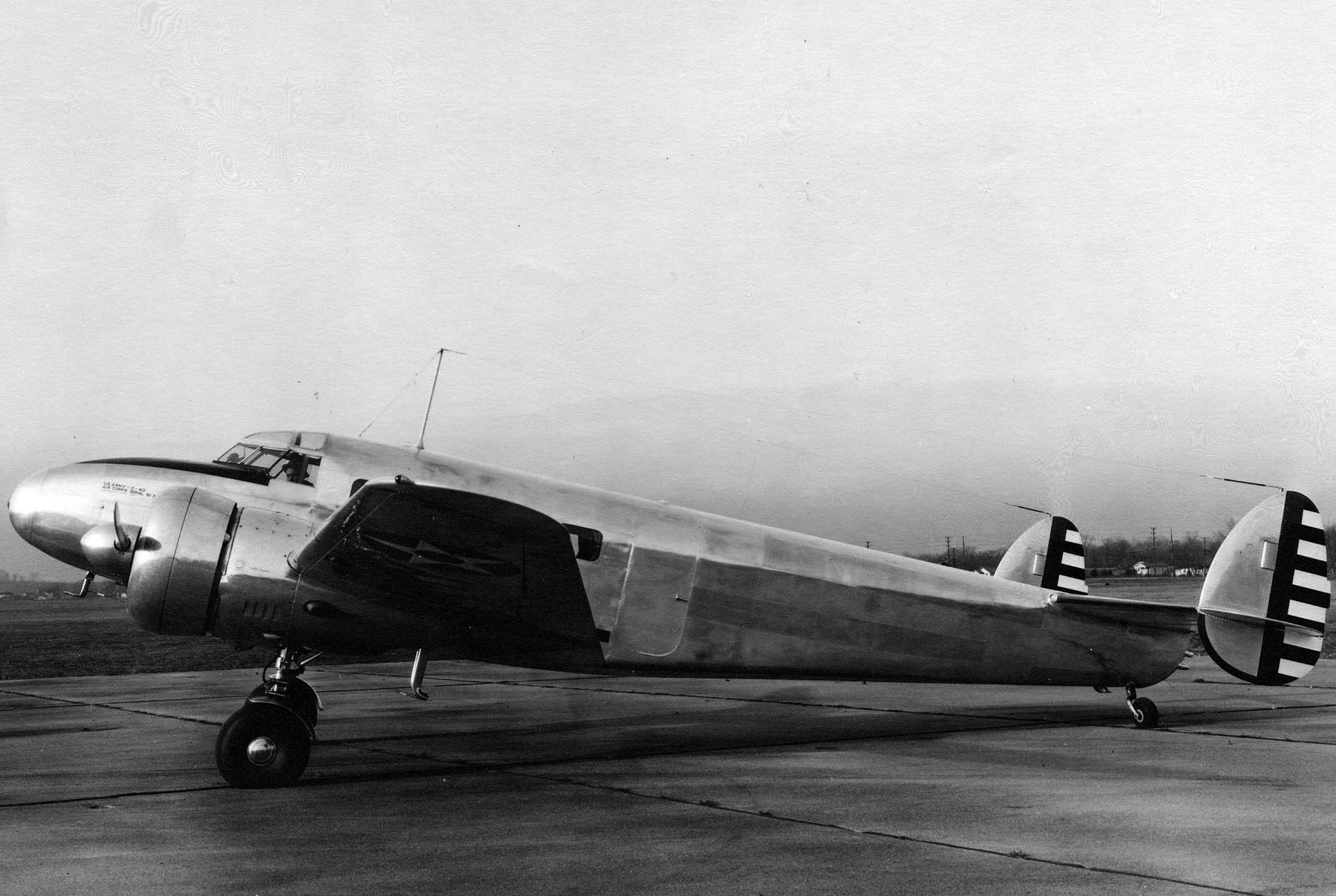
C-40 del USAAC.

Todos estaban basados en el Model 12A y usaban los mismos motores.
C-40
Transporte de cinco pasajeros del Cuerpo Aéreo del Ejército de los Estados Unidos; el prototipo (núm. de serie 1247) fue una conversión de un 12A propiedad de la compañía; otros dos construidos, redesignados UC-40 en enero de 1943.
C-40A
Transporte del USAAC con interior mixto de pasajeros/carga; 10 construidos, más uno convertido desde un C-40B, redesignado UC-40A en enero de 1943.
C-40B
Bancada del USAAC para probar un tren de aterrizaje fijo: uno construido, convertido a C-40A estándar en 1940.
C-40D
Once Model 12A requisados por las USAAF en 1942, con interior estándar de seis pasajeros. Redesignados UC-40D en enero de 1943.
JO-1
Transporte de cinco pasajeros de la Armada de los Estados Unidos; uno construido.
JO-2
Transporte de seis pasajeros de la Armada y del Cuerpo de Marines; cinco construidos.
XJO-3
Bancada de la Armada de los Estados Unidos con tren triciclo fijo, usado para realizar pruebas de apontaje y ensayos de radar aerotransportado. Uno construido.
R3O-2
Un Model 12A civil requisado por la Armada estadounidense en 1941 (esta es una designación anómala, ya que la Armada ya había usado la R3O para el Model 10 Electra).
Model 212
Entrenador de bombarderos con soportes para bombas y torreta en la parte superior del fuselaje; prototipo (núm. de serie 1243, renumerado 212-13) convertido desde un 12A propiedad de la compañía, otros 16 construidos; un prototipo y 16 más para la Real Fuerza Aérea de las Indias Orientales Neerlandesas.
Model 12-26
Versión de transporte militar del Model 212; 20 construidos para la Real Fuerza Aérea de las Indias Orientales Neerlandesas.

## Operadores

### Civiles
- Continental Airlines
- British Airways Ltd
- NACA
- Santa Maria Airlines

### Militares
| Argentina Canadá - Real Fuerza Aérea Canadiense | Estados Unidos - Cuerpo Aéreo del Ejército de los Estados Unidos - Fuerzas Aéreas del Ejército de los Estados Unidos - Cuerpo de Marines de los Estados Unidos - Armada de los Estados Unidos | Indias Orientales Neerlandesas Indonesia Reino Unido - Real Fuerza Aérea Sudáfrica - Fuerza Aérea Sudafricana |

## Especificaciones (Model 12-A)

### Características generales
- Tripulación: Dos
- Capacidad: Seis pasajeros
- Longitud: 11 m (36 ft)
- Envergadura: 15,1 m (49,5 ft)
- Altura: 3 m (9,7 ft)
- Superficie alar: 32,7 m² (352 ft²)
- Peso vacío: 2600 kg (5730,4 lb)
- Peso máximo al despegue: 3900 kg (8595,6 lb)
- Planta motriz: 2× motor radial de nueve cilindros refrigerado por aire Pratt & Whitney R-985 Wasp Junior SB.
  - Potencia: 336 kW (463 HP; 457 CV) cada uno.

### Rendimiento
- Velocidad máxima operativa (Vno): 362 km/h (225 MPH; 195 kt)
- Alcance: 1287 km (695 nmi; 800 mi)
- Techo de vuelo: 6980 m (22 900 ft)
- Régimen de ascenso: 7,1 m/s (1400 ft/min)
- Carga alar: 120 kg/m² (24,6 lb/ft²)
- Potencia/peso: 0,17 kW/kg (0,10 hp/lb)

## Aeronaves relacionadas

### Desarrollos relacionados
- Lockheed Modelo 10 Electra
- Lockheed Model 14 Super Electra

### Aeronaves similares
- Barkley-Grow T8P-1
- Beechcraft Model 18

### Secuencias de designación
- Secuencia Numérica (interna de Lockheed): ← 9 - 10 - 11 - 12 - 14 - 15 - 16 -- 206 - 207 - 210 - 212 - 222 - 244 - 245 →
- Secuencia C-_ (Aviones de Carga del USAAC/USAAF/USAF, 1924-1962): ← C-37 - C-38 - C-39 - C-40 - C-41/A - C-42 - C-43 →
- Secuencia J_O (Aviones Utilitarios de la Armada estadounidense, 1931-1955 (Lockheed, 1931-42)): JO